# Segreto amore
Segreto amore è la quarta raccolta ufficiale di Renato Zero, pubblicata nel 2010. 

## Descrizione
Si tratta di una raccolta di canzoni d'amore del cantante romano, contenente due inediti: Segreto amore e Roma.
Tutti i brani di questa raccolta provengono dagli album Via Tagliamento 1965/1970 (1982), Soggetti smarriti (1986), Zero (1987), Quando non sei più di nessuno (1993), L'imperfetto (1994), Sulle tracce dell'imperfetto (1995), Amore dopo amore (1998), Amore dopo amore, tour dopo tour (1999) , La curva dell'angelo (2001) e Cattura (2003). 
Per questa raccolta, Renato è stato premiato ai Wind Music Awards 2011.

## Tracce
1. Segreto amore (inedito - Renatozero/Madonia-Renatozero) - 4:41
2. Cercami (dall'album Amore dopo amore) - 5:40
3. Oltre ogni limite (dall'album Quando non sei più di nessuno) - 3:57
4. Ostinato amore (dall'album Soggetti smarriti) - 4:44
5. Mi ameresti (dall'album Amore dopo amore) - 6:21
6. Libera (dall'album La curva dell'angelo) - 4:07
7. Nel fondo di un amore (dall'album Sulle tracce dell'imperfetto) - 3:35
8. Amando amando (dall'album L'imperfetto) - 6:35
9. Al buio (dall'album Amore dopo amore, tour dopo tour) - 4:50
10. Amori (dall'album Via Tagliamento 1965/1970) - 4:23
11. Magari (dall'album Cattura) - 5:23
12. Fine favola (dall'album Sulle tracce dell'imperfetto) - 3:10
13. Dimmi chi dorme accanto a me (dall'album Amore dopo amore) - 6:14
14. Facile (dall'album Zero) - 3:47
15. Roma (inedito) - 4:59

## Formazione
- Renato Zero – voce
- Andrea Maddalone – chitarra
- Lele Melotti – batteria
- Danilo Madonia – pianoforte e tastiera

## Classifiche
| Classifica (2010) | Posizione raggiunta |
| ----------------- | ------------------- |
| Italia            | 3                   |

### Classifiche di fine anno
| Classifica (2010) | Posizione |
| ----------------- | --------- |
| Italia            | 19        |
| Classifica (2011) | Posizione |
| Italia            | 77        |

### Andamento nella classifica italiana degli album
Archiviato l'11 maggio 2011 in Internet Archive. Classifica FIMI
| Italia (2010) | Italia (2010) | Italia (2010) | Italia (2010) | Italia (2010) | Italia (2010) | Italia (2010) | Italia (2010) | Italia (2010) | Italia (2010) | Italia (2010) | Italia (2010) | Italia (2010) | Italia (2010) | Italia (2010) | Italia (2010) | Italia (2010) | Italia (2010) | Italia (2010) | Italia (2010) | Italia (2010) |
| Settimana     | 01            | 02            | 03            | 04            | 05            | 06            | 07            | 08            | 09            | 10            | 11            | 12            | 13            | 14            | 15            | 16            | 17            | 18            | 19            | 20            |
| ------------- | ------------- | ------------- | ------------- | ------------- | ------------- | ------------- | ------------- | ------------- | ------------- | ------------- | ------------- | ------------- | ------------- | ------------- | ------------- | ------------- | ------------- | ------------- | ------------- | ------------- |
| Posizione     | 3             | 5             | 9             | 10            | 5             | 4             | 6             | 7             | 8             | 16            | 35            | 25            | 21            | 35            | 50            | 58            | 63            | 67            | out           |               |